# Godomar I.
Godomar I. († um 476) war ein Sohn des Burgundenkönigs Gundioch und Bruder von Godegisel, Chilperich II. und Gundobad. 
Die ältere Forschung ging davon aus, dass nach dem Tod Gundiochs und von dessen Bruder Chilperich I., die vier Söhne Gundiochs eine gemeinsame Samtherrschaft ausgeübt und in verschiedenen Städten ihre Residenz bezogen hätten. In der neueren Forschung wird dies stark bezweifelt, denn es fehlen belastbare Belege; die genauen Todesdaten der Söhne Gundiochs sind auch unklar. Es wird inzwischen davon ausgegangen, dass sowohl Godomar als auch Chilperich II. bereits 476/77 verstorben waren und nur Godegisel und Gundobad sich die Herrschaft teilten.